# Villa Serrano
Villa Serrano – miasto w Boliwii, w departamencie Chuquisaca, w prowincji Belisario Boeto.